# ミステリー研究会
『ミステリー研究会』（ミステリーけんきゅうかい）は、1987年に1回、1990年から1994年まで4回、テレビ朝日系「土曜ワイド劇場」で放送されたテレビドラマシリーズ。

## 中村雅俊版
主演は西川明夫を演じる中村雅俊。視聴率は18.4%。

### キャスト（中村雅俊版）
- 西川明夫（演出家の卵） - 中村雅俊
- 山下洋子（西川の恋人） - 斉藤慶子
- 丸木順子（白石の助手） - 沖直美
- 参条壮児（心理学講師） - 藤堂新二
- 中村雪子（雑誌編集者） - 岡本麗
- 白石一郎（学長） - 有馬昌彦
- 丸木（理事長） - 松本朝生
- 白石の妻 - 藤代佳子
- 中根美和子（明夫の異母兄妹） - 内山みどり
- 八木沢進（美和子のストーカー） - 宮田恭男
- 刑事 - 藤田宗久
- 麻里子（美和子の親友） - 唐沢潤
- 白石正彦（助教授） - 堀光昭
- 久我京介（ミステリー研究家） - 仲谷昇
- 中根（明夫と美和子の父） - 草薙幸二郎
- 丸木清三（丸木の息子） - 西田健
- 山下警部（洋子の父親） - 長門裕之
- 中平良夫、堀井正人、大石誠、岡智、熊谷雄二、神野美紀、河合亜美、西沢直子、永谷悟一、野上大輔

### スタッフ（中村雅俊版）
- 原作 - 藤原宰太郎
- 脚本 - 篠崎好
- 監督 - 村川透
- 音楽 - 大野雄二
- プロデューサー - 佐々木孟、杉崎保
- 制作 - テレビ朝日、松竹

## 植木等版
主演は久我京介を演じる植木等。

### キャスト（植木等版）

#### 主要人物
久我京介
演 - 植木等
ミステリー研究家。
西川明夫
演 - 川﨑麻世（第1・2・4作）、羽賀研二（第3作）
京介の助手。
山下警部
演 - 荒井注（第2・3作）
洋子の父親。
山下洋子
演 - 岡安由美子（第1作）、田中律子（第2・3作）、櫻井淳子（第4作）
西川の恋人。

#### ゲスト
第1作『瀬戸内ミステリー海流』
- 九十九幸雄（画家・美奈子の叔父） - 太川陽介
- 小杉美奈子（洋子の先輩） - 鹿取洋子
- 石田静代（石田の妻） - 清水ひとみ
- 片平巡査 - 桜金造
- 石田（郷土史家） - 堀内正美
- 小杉昭二（美奈子の叔父） - 高峰圭二
- 後藤一郎（漁業組合長） - 千波丈太郎
- 本田警部 - 上田耕一
- 美奈子の母 - 星野晶子
- 美奈子の父 - 加島潤
- 羽生昭彦、池田貴尉、重富俊明、平田文枝、村上満

第2作『キャンパス迷路殺人事件』
- 竹本冬彦 / 夏彦 - 斉藤隆治
- 伊吹助教授 - 中島久之
- 雙玉蘭 - 鳥越マリ
- 黒岩信吾 - 香川照之
- 松永刑事 - 今井雅之
- 林田菊代 - 畠山明子
- 村上浩司、南川准子、加島潤、伊藤剛、重富俊明、桑原辰旺、羽生昭彦

第3作『千曲川旅情殺人事件』
- 寺沢加代子 - 磯野洋子
- 浜本浩三 - 山内賢
- 三宅景子 - 岡まゆみ
- 寺沢秋実 - 奥田佳子
- 浜本遊子 - 守谷佳央理
- 浜本朝子 - 高林由紀子
- 寺沢竜彦 - 勝部演之
- 立石駿介 - 久富惟晴
- 池谷吾郎 - 松石健
- 近藤準、尾津喜美、矢田政伸、入江英義、高野光弘、崎山勇、重富俊明、斧篤

第4作『湖畔の別荘、殺しのパズル』
- 平田妙子（京介の姪） - 吉川十和子
- 岡本直樹（画家・妙子の交際相手） - 羽場裕一
- 小里刑事 - 松村邦洋
- 神崎織江（修の妻） - 中村久美
- 大場順子（クラブのママ・修の愛人） - 鶴田さやか
- 神崎修（神崎の長男） - 南条弘二
- 神崎光次（神崎の次男） - 長岡尚彦
- 野上勝也（ミモザ画廊の支配人） - 堀光昭
- 光次の叔母 - 松風はる美
- 坂口 - 渡辺航
- 神崎（神崎物産会長） - 加島潤
- 神崎みち子（神崎の後妻） - 三谷侑未
- 上田日出春、宮本充、羽生昭彦、後藤宙美、するきあゆみ、西村美登里、桂木唯、重富俊明

### スタッフ（植木等版）
- 原作 - 藤原宰太郎
- 脚本 - 篠崎好、高橋正康
- 監督 - 野田幸男
- 音楽 - 大野雄二、津島利章
- プロデューサー - 佐々木孟、稲垣健司、岩永惠
- 制作 - テレビ朝日、松竹

### 放送日程（植木等版）
| 話数 | 放送日         | サブタイトル                                                      | 原作                   | 脚本     | 監督     | 視聴率 |
| ---- | -------------- | ----------------------------------------------------------------- | ---------------------- | -------- | -------- | ------ |
| 1    | 1990年7月14日  | 瀬戸内ミステリー海流 無人島の首なし死体 尾道フェリーの女          | 「無人島の首なし死体」 | 篠崎好   | 野田幸男 | 20.1%  |
| 2    | 1991年6月1日   | キャンパス迷路殺人事件 受験疑惑! 密室殺人!! 車の中に温かい死体が… | 「早稲田の森殺人事件」 | 篠崎好   | 野田幸男 | 20.3%  |
| 3    | 1991年12月28日 | 千曲川旅情殺人事件 二つの密室のトリック 握られた“水仙の花”の謎    | 「千曲川旅情殺人事件」 | 篠崎好   | 野田幸男 | 14.9%  |
| 4    | 1994年6月4日   | 湖畔の別荘殺しのパズル 3つの死体に3つのトリック!                  | 「多摩湖にひびく銃声」 | 高橋正康 | 野田幸男 | 15.2%  |